# 二甘醇
二甘醇（英語： 或 ）又叫二乙二醇醚、二乙二醇、一缩二乙二醇或2-(2-羟基乙氧基)乙-1-醇、2,2′-氧基二乙-1-醇，是一種有毒的有機化合物，結構式為HO-CH2CH2-O-CH2CH2-OH。

## 物理性質
二甘醇在室溫中是透明無色、吸濕、基本上無氣味的黏性液體，帶甜味，可與水、醇類、乙醚及丙酮混溶。

## 製造方法
二甘醇是由环氧乙烷与乙二醇作用而制造。

## 用途
二甘醇與水的溶液的熔點比水低，但沸點比水高，可用作防凍劑。二甘醇是化學合成的常用原料，應用例子有嗎啉及1,4-二噁烷的合成。它可用作溶解硝化纖維、樹脂、染料、油類及其它有機化合物的溶劑。它也被用作濕潤劑，用於煙草、木栓、印刷油墨及黏合劑。一些液壓系統也有使用二甘醇。

## 毒性
二甘醇對人類及動物均具毒性，如攝取過量，可損害肝臟和腎臟，嚴重者可引致死亡。中毒初期可出現嘔吐、腹瀉及腹痛，情況嚴重者在其後數天可出現急性腎衰竭及其它症狀。人體的二甘醇致死劑量約為每公斤體重1毫升，不過有報告指兒童口服5毫升、成人口服20毫升已可致命。它的毒性來自人體攝入後，會代謝為腎毒性極強的草酸，導致急性腎衰竭症狀。

## 中毒事件
二甘醇曾經引致一些大規模中毒事件。最著名的事例是1937年在美國發生的磺胺酏劑事故，有107人在服用以二甘醇作溶劑的磺胺酏劑後死亡。該事件催生了美國的《1938年聯邦食品、藥品及化妝品法案》。因藥品滲雜二甘醇而引致死亡的事故在南非、印度、阿根廷、孟加拉、海地、中國及巴拿馬也曾發生，共造成數以千計的人死亡。由於二甘醇的售價較外觀近似的藥用輔料丙二醇及甘油便宜，因此有人以二甘醇冒充丙二醇或甘油出售，許多中毒事故由此而起。

### 1980年代
1985年，奧地利有少數釀酒商被揭發在酒中加入二甘醇，令那些酒更甜及口感更佳。雖然二甘醇的份量不足以產生即時中毒（一個人每日需飲約28樽，連飲兩星期才會中毒），不過此事件引致奧地利酒類出口大跌。此後奧地利向釀酒商實施更嚴格的規管，當地釀酒業亦從大量生產甜酒轉為生產較少但質素較佳的乾酒。长远来看，可以认为此「防凍劑醜聞」幫助了奧地利釀酒業。

### 1990年代
1990年, 孟加拉国有339個兒童在服用受二甘醇污染的对乙酰氨基酚糖漿後出現腎衰竭，當中大部份人死亡。
1996年，海地有85個兒童因服用含有二甘醇的对乙酰氨基酚糖漿而死亡。該糖漿由海地一間公司生產，使用了受二甘醇污染的甘油，由於該公司沒有採用標準的品質保證程序去確定甘油的純度，所以未能發現那些甘油有問題。那些甘油是購自荷蘭一間公司，生產地是中國，然而始終未能查明究竟哪個環節被二甘醇污染。

### 2000年代
2006年5月，中國黑龍江省齊齊哈爾第二製藥有限公司（齊二藥）生產的亮菌甲素注射液被發現含有高濃度的二甘醇。調查發現，最少有11人因注射該注射液而死亡。事件起因是齊二藥嚴重違規操作，從不法商人購入假冒丙二醇的二甘醇並通過品質檢查投入藥品生產。事後，齊二藥被国家食品药品监督管理局吊銷了《藥品生產許可証》。
2006年10月，美國疾病控制與預防中心及巴拿馬衛生部在調查46人的死因時，發現在一種無糖普通感冒藥水內含有足以中毒份量的二甘醇。該46人在死前出現了腸胃症狀、腎衰竭及癱瘓等症狀。幾乎所有受害者皆是40至80歲的高血壓及糖尿病患者。巴拿馬政府正在刑事調查該事件。此次藥品污染的源頭是中國江蘇的泰興市甘油廠，該廠把二甘醇標籤為“TD甘油”（厂家解释为替代甘油）出售，其中一批經過三間公司後轉售予巴拿馬一間國營機構，並用於生產26萬樽傷風藥水，結果引起大規模中毒。據報有365人在服用該批藥水後死亡，其中至少有100人已被確認因二甘醇中毒死亡。
2007年6月1日，美国食品和药品管理局发布警告称从中国进口的牙膏中发现最高达4%的二甘醇成分，并扣留该批次产品，还警告消费者不要使用中国制造的牙膏。6月2日，中国国家质检总局发表声明称中国出口的牙膏中二甘醇的含量是安全的，并希望美方尽快澄清事实。6月5日，新加坡食品科学局宣称在产自中国的三款牙膏中检测出二甘醇，要求销售公司停止销售，并召回产品。2007年6月11日，香港海關呼籲市民停用中國生產的「美加淨牙膏」（含氟）、「三七高級藥物牙膏」和「田七特效中藥牙膏」，稱這三款牙膏含有0.21％至7.5％的二甘醇，可能有害人體。香港衛生署表示，若每天使用這些牙膏，可能導致人體吸取二甘醇的份量超過歐盟食品科學研究委員會建議的「可接受水平」（即每日攝取量不多於每公斤體重0.5毫克）。不過相關業者強調產品完全符合國家標準，事件肇因各地區標準不一。中國國家質檢總局更敦促香港恢復銷售這三款牙膏，強調二甘醇含量在安全範圍內，要求香港提供回收這些牙膏的科學和法理依據。國家質檢總局指出，有研究顯示，長期使用二甘醇含量低於15.6％的牙膏，對人體無害。生產三七高級藥物牙膏的雲南省昆明牙膏有限責任公司說，香港停售的該品牌牙膏很可能是冒牌貨。該公司稱，經雲南省進出口檢驗檢疫局抽檢證實，該品牌牙膏從未添加二甘醇，該公司2006年3月已停產被查獲的牙膏。2007年7月11日，国家质检总局发布2007年第107号《关于禁止用二甘醇作为牙膏原料的公告》，从即日起禁止进口、出口含二甘醇成分的牙膏产品；牙膏生产企业不得使用二甘醇作为原料。

### 2020年代
2022年10月，世界衛生組織（WHO）針對印度藥廠Maiden Pharmaceuticals生產的「口服鹽酸異丙嗪」（Promethazine Oral Solution）、「Kofexmalin嬰兒咳嗽糖漿」、「Makoff嬰兒咳嗽糖漿」和「Magrip N感冒糖漿」這4種咳嗽和感冒糖漿發出警報，並指出它可能導致甘比亞66名兒童死於急性腎衰竭，這四款藥品在實驗室驗出含有過量二甘醇和乙二醇。

## 外部連結
- Diethylene glycol MSDS, Sciencelab.com, Inc.（pdf檔案）